# Siné Hebdo
Siné Hebdo és una revista satírica francesa creada pel dibuixant Siné, que va publicar-se entre el setembre de l'any 2008 i l'abril de 2010, abans d'esdevenir Siné Mensuel.
La ideologia de la revista és d'una esquerra radical i anticapitalista, que l'ha dut a confrontar-se en polèmiques amb altres publicacions i periodistes, inclosos els seus companys de Charlie Hebdo, i especialment el seu director Philippe Val, a qui acusaven de fer el joc a Sarkozy i l'extrema dreta francesa. Philippe Val va deixar de ser director de Charlie Hebdo per passar a dirigir la cadena pública France Inter sota el mandat de Sarkozy.
Entre els col·laboradors de la revista de Siné hi ha alguns dels humoristes i intel·lectuals més compromesos de França, com Guy Bedós, Jackie Berroyer, Michel Onfray, Noël Godin, Cristophe Aléveque, Didier Porte, o l'antic director i fundador de Charlie Hebdo Defeil de Ton. Pel que fa als dibuixants, es poden destacar, a part de Siné, prestigiosos dibuixants europeus com Tardi, Ronald Searle, Vuillemin, Philippe Geluck, Carali, Desclozeaux, o el català Kap.

## Història
La revista va néixer després de "l'affaire Siné", quan aquest dibuixant fou despatxat pel director de la revista Charlie Hebdo, Philippe Val, acusat d'haver fet una broma antisemita sobre el fill del president Sarkozy.
El primer número va aparèixer el 10 de setembre de 2008 i va esgotar el tiratge de 140.000 exemplars. L'abril de 2010 va deixar d'aparèixer setmanalment i a partir de 2011 va convertir-se en Siné Mensuel.